# Wendenstraße (Braunschweig)
Die Wendenstraße in der Innenstadt Braunschweigs verläuft vom südlich liegenden Hagenmarkt nach Norden, wo sie in die Straße Am Wendentor übergeht. Die ehemals durch Fachwerkhäuser geprägte Straße verlor durch die Zerstörungen während des Zweiten Weltkriegs und nachfolgende Umgestaltungen ihren ursprünglichen Charakter.

## Geschichte
Die im Weichbild Hagen verlaufende Wendenstraße wurde 1268 als platea Slavorum bezeichnet, die in das nördlich liegende Gebiet der westslawischen Wenden führte. Das am nördlichen Ende der Wendenstraße liegende Tor wurde 1250 als valva Slavorum und 1312 als Wendendor urkundlich erwähnt. Eine identische Namensgebung platea slavorum / Wendenstraße / Wendentor findet man in der Hansestadt Rostock. Offenbar gibt es in Braunschweig keinen namentlichen Zusammenhang mit dem nördlich vor den Toren der Stadt gelegenen Ort Wenden, dessen Namensherkunft nicht mit dem slawischen Stamm der Wenden in Verbindung steht. Im Jahre 1031 ist der Ort als Guinithum belegt, 1211 schrieb man Wineden, 1250 Wenethen und 1309 schließlich Wenden. Auf alten Karten verlief die Wendenstraße durch die Wendenmasch bis nach Wenden. Westlich der Wendenstraße lag auf einer Insel der Werder, der bereits 1305 als Insula erwähnt wird. Die Stelle, wo der Werder in die Wendenstraße übergeht, wurde als Schild bezeichnet. Um 1450 kam in einem Haus an der Wendenstraße der Chronist und Schriftsteller Hermann Bote zur Welt. Er gilt als bedeutendster Autor der norddeutsch-hansischen Welt des Spätmittelalters.
Während des Zweiten Weltkriegs forderten Luftangriffe am 10. Februar 1944 und insbesondere am 15. Oktober 1944 zahlreiche Todesopfer und richteten schwere Zerstörungen an. Die Wendenstraße wurde in der Nachkriegszeit zu einer verbreiterten Verkehrsschneise im Sinne der „autogerechten Stadt“ umfunktioniert, wobei der Verkehr in Nord-Süd-Richtung auf einer Einbahnstraße geführt wird.

## Bebauung

### Historische Bauten

#### Mittelalterliche Stadtbefestigung
Die Stadtmauer Heinrichs des Löwen verlief über das Grundstück mit der Assekuranznummer 1490 und 1496, wo sich vormals der ältere Teil des früheren Herzoglichen Krankenhauses befand. Der zugehörige, die Straße versperrende innere Torturm aus dem Jahre 1580 wurde 1780 abgebrochen. Im September 2011 wurden bei Grabungen auf der Baustelle für die neue Wohnanlage Schuberthof Fragmente der ältesten Stadtmauer aus der Zeit Heinrichs des Löwen freigelegt. Die Untersuchung eines Eichenbalkens, der als Fundament für die aus Rogenstein errichtete Mauer diente, ergab eine Datierung auf das Jahr 1178.

#### Gloria-Theater
Am 4. Dezember 1946 eröffnete das Varieté „Gloria-Theater“, vormals Ufa-Lichtspiele. Nachfolgend wurden in dem Gebäude die beiden Kinos Gloria und Hansa betrieben, die nach 2000 geschlossen wurden. Während die Räumlichkeiten des HANSA als Club weiterbetrieben werden, wurde das Gloria 2016 zum Wohnhaus umgebaut.

#### Haus Schwalenberg (Wendenstraße 5)
Das Haus befand sich vom Beginn des 15. Jahrhunderts bis zum Jahr 1669 im Besitz der Familie Schwalenberg. In der Inschriftensammlung Mack ist die nicht erhaltene Inschrift HANS SCHWALENBERG 1573 vermerkt. Später gehörte das Haus dem Kaufmann Joachim Ludwig Dörrien, dessen Erben es 1722 an Johann Rudolf von Kalm verkauften. Im Jahre 1760 ging es in den Besitz von Oberst Gernreich über, der das Vorderhaus nach Plänen des Hofbaumeisters Georg Christoph Sturm neu errichten ließ. Neuer Besitzer des Hauses wurde 1796 Konrad Behrend Krause, dessen Erben es 1859 an die Familie Jürgens veräußerten. Im Jahre 1892 kaufte die Stadt das Gebäude, das im Zweiten Weltkrieg zerstört wurde.

#### Fachwerkhaus (Wendenstraße 38)
Das im Zweiten Weltkrieg zerstörte zweigeschossige giebelständige Fachwerkhaus trug an der Straßenfront auf dem Schwellbalken des Obergeschosses folgende nicht erhaltene Inschrift:
HENNING OTTO CATHARINA KAGEN .
WER GODT VERTRAWT
HAT WOL GEBAWET
Henning Otto war von 1630 bis 1666 Besitzer des Hauses.

#### Fachwerkhaus (Wendenstraße 49)
Das dreigeschossige traufenständige Fachwerkhaus trug folgende, zwischen zwei Engelsköpfen liegende Inschrift über dem Scheitel des Torbogens:
ARNDT MVLLER / ANNO 1645
Der Bau wurde im Zweiten Weltkrieg zerstört.
Der Hausbesitzer Arendt Müller, Mitglied der Beckenwerkergilde, war von 1644 bis 1661 Mitglied des Hägener Rates. Von 1658 bis 1660 war er Kleiner Bürgermeister und 1661 Großer Bürgermeister. Er starb 1662. Seine Grabplatte lag im Mittelschiff der Katharinenkirche.
Im Städtischen Museum sind Glasbilder des 16. Jahrhunderts aus dem Haus Wendenstraße 49 erhalten.

#### Konservenfabrik Querner (Wendenstraße 54)
Der Kaufmann Anton Wilhelm Querner († 1841) besaß in der Wendenstraße 54 eine Brauerei. Sein Sohn Hermann († 1881) begann 1862 mit dem Anbau von Spargel, den er seit 1864 als Konserven vertrieb. Die Produktion von Spargel- und Gemüsekonserven wurde im Jahre 1900 durch Früchtekonserven ergänzt. Die Firma wurde 1924 in eine Familien-Kommanditgesellschaft umgewandelt. Während des Zweiten Weltkriegs wurde die Fabrik 1944 stark beschädigt. Seit 1949 wurde Eiscreme hergestellt und die Konservenproduktion 1951 eingestellt. Der Seniorchef Hermann Querner verstarb 1950 im Alter von 84 Jahren. Im Jahre 1969 erfolgte die Fusion mit vier norddeutschen Warncke-Eiscremefabriken zur „Warncke Eiskrem KG“ mit Verwaltungs- und Produktionszentrum in Brundorf bei Bremen.

#### National-Jürgens-Brauerei (Wendenstraße 59)
Carl Friedrich Jürgens gründete 1838 die Brauerei „F. Jürgens“ in der Wendenstraße; jedoch muss sie schon im 16. Jahrhundert existiert haben, da ihre Versorgung bereits durch eine Brauereikommune erfolgte. Nachdem die Räumlichkeiten in der Wendenstraße aufgrund des Expansion des Unternehmens zu klein geworden waren, zog man 1872 in moderne, gerade erst neu errichtete Gebäude am Rebenring, wandelte die Firma in eine Aktiengesellschaft um und führte fortan den Namen „National-Actien-Bier-Brauerei“. Die Brauerei bestand bis zum Jahre 1977.

#### Fachwerkhaus (Wendenstraße 66)
Das dreigeschossige traufenständige Fachwerkhaus mit vorgekragten Obergeschossen wurde im Zweiten Weltkrieg zerstört. Folgende, mit Band- und Perlenornamenten verzierte Inschriften sind lediglich auf Fotografien überliefert:
IN · DER · I PETTRI · AM · 4 · IN · ALLEN · DINGEN · SOL · GOT · GEPREISET · WERDEN · DVRCH · IESVM · CHRISTVM · WELGER · SEI · ERE · VNDT · GEWALT · VON · EWICKEIT
(Schwellbalken des zweiten Obergeschosses)
ERRENST · HARFEST · CATTRIN · KNICKEREIM · ANNO · 1629
(Schwellbalken des ersten Obergeschosses)

#### Fachwerkhaus (Wendenstraße 69)
An der Ecke zur Fallersleber Straße stand bis zum Abbruch 1894 ein dreigeschossiges, traufenständiges Fachwerkhaus. Das Haus befand sich zwischen 1504 und 1557 im Besitz der Familie Wittekop. Der Bauherr des Jahres 1533 war Heinrich Wittekop, der mit Alheid von Peine verheiratet war. Ein verzierter Holzbalken gelangte nach dem Abbruch des Hauses in das Städtische Museum Braunschweig. Kriegsbedingt ist hiervon heute nur noch der rechte Teil erhalten.

#### Weitere Bauten
Das im Zweiten Weltkrieg zerstörte Fachwerkhaus Wendenstraße 39 von 1533 wurde von Paul Jonas Meier dem seit 1517 in Braunschweig tätigen Holzbildhauer Simon Stappen zugeordnet. Auf der Wendenstraße 2 befand sich zur Zeit des Nationalsozialismus eines der Braunschweiger „Judenhäuser“. Nach Verabschiedung des Reichsgesetzes vom 30. April 1939 „über Mietverhältnisse mit Juden“ besaßen jüdische Mitbürger keinen gesetzlichen Mieterschutz und mussten bei Kündigung in sogenannte „Judenhäuser“ umziehen. Das Haus Wendenstraße 2 ist nicht erhalten.

### Heutige Bebauung

#### Jugendherberge (Wendenstraße 30)

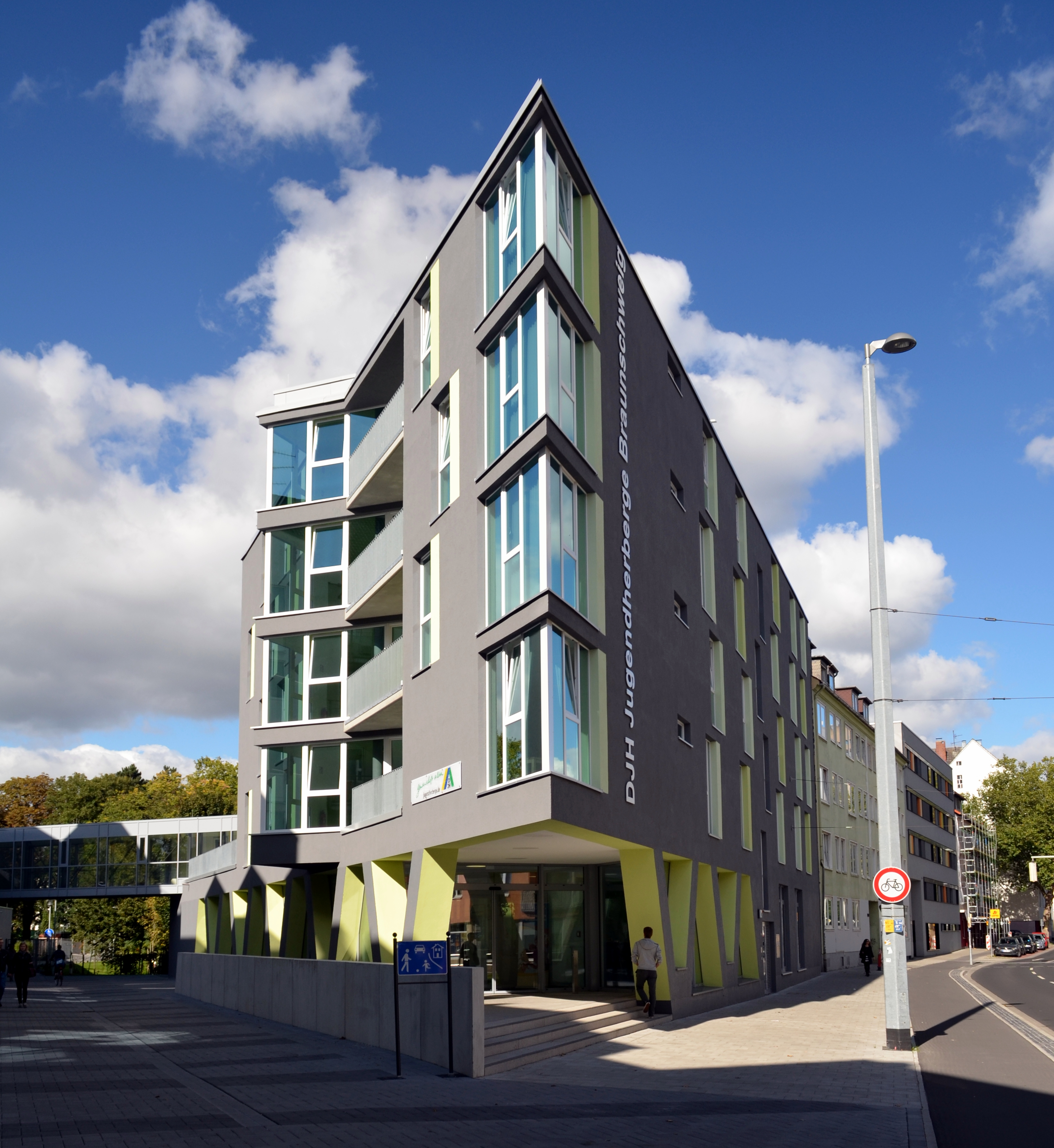
Neue Jugendherberge Braunschweig im September 2015

Am 9. August 2011 erfolgte der offizielle erste Spatenstich für den Bau der neuen Jugendherberge. Der Betreiber, das Deutsche Jugendherbergswerk, erwartet 30.000 bis 35.000 Übernachtungen im Jahr. Die Eröffnung fand im April 2015 statt.

#### Postfiliale (Wendenstraße 38)
An der Wendenstraße 38 befindet sich heute eine Filiale der Deutschen Post. Bereits am 15. Dezember 1890 eröffnete an der Wendenstraße 32 das Postamt 3, das den Betrieb 1944 nach Bombenschäden einstellte. Die Neueröffnung fand am 15. Oktober 1946 an der Wendenstraße 36 statt.

#### Niedersächsisches Studieninstitut (Wendenstraße 69)
Der Niedersächsische Innenminister Egbert Möcklinghoff eröffnete am 7. Januar 1980 das Niedersächsische Studieninstitut für Kommunale Verwaltung Braunschweig e. V. im Neubau Wendenstraße 69. In dasselbe Gebäude zog am 18. Februar 1980 die Einwohnermeldeabteilung des Ordnungsamtes ein. Sie war zuvor an der Frankfurter Straße 1a untergebracht.

#### Weitere Bauten
Am 24. Mai 1957 fand die Geschäftseröffnung im wiederaufgebauten Stammhaus der Firma Seifen-Kraatz in der Wendenstraße statt. Das im Jahre 1919 gegründete Unternehmen besteht heute nicht mehr.

## Impressionen

Die National-Actien-Bier-Brauerei von Friedrich Jürgens in der Wendenstraße (Aufnahme vor 1885)
Geschäftshaus Wendenstraße 12, 1894 gemalt von Eduard Gelpke.
Wendenstraße 12–14 im Jahre 1892.
Haus Wendenstraße 36 im Jahre 1894. Das typische Kaufmannshaus mit Speicher und Ladeluken im Obergeschoss wurde Ende des 15. Jahrhunderts erbaut. Im Zweiten Weltkrieg vollständig zerstört.